# Llista de topònims d'Espirà de l'Aglí
Llista de topònims (noms propis de lloc) d'Espirà de l'Aglí (Rosselló).
Informació actualitzada per un bot. Els canvis manuals es perdran quan s'actualitzi!

## estació de ferrocarril
| imatge | Nom                        | Ubicat a                       | instància de           | Detalls    | coordenades                                                  | Protecció | Commons (més fotos)   | Dades a WD                    |
| ------ | -------------------------- | ------------------------------ | ---------------------- | ---------- | ------------------------------------------------------------ | --------- | --------------------- | ----------------------------- |
|        | estació d'Espirà de l'Aglí | Espirà de l'Aglí               | estació de ferrocarril | 1901-07-14 | 42° 46′ 21″ N, 2° 50′ 01″ E / 42.772417°N,2.833475°E 37 msnm |           |                       | Modifica les dades a Wikidata |
|        | estació de Cases de Pena   | Cases de Pena Espirà de l'Aglí | estació de ferrocarril |            | 42° 46′ 45″ N, 2° 47′ 35″ E / 42.779114°N,2.792942°E 53 msnm |           | Gare de Cases-de-Pène | Modifica les dades a Wikidata |

## làpida funerària
| imatge | Nom                                          | Ubicat a         | instància de     | Detalls | coordenades                    | Protecció                   | Commons (més fotos) | Dades a WD                    |
| ------ | -------------------------------------------- | ---------------- | ---------------- | ------- | ------------------------------ | --------------------------- | ------------------- | ----------------------------- |
|        | làpida d'Arnau Canyot, prior a Espirà d'Aglí | Espirà de l'Aglí | làpida funerària |         | Santa Maria d'Espirà de l'Aglí | monument històric catalogat |                     | Modifica les dades a Wikidata |
|        | làpida de Bernat de Vilallonga               | Espirà de l'Aglí | làpida funerària |         | Santa Maria d'Espirà de l'Aglí | monument històric catalogat |                     | Modifica les dades a Wikidata |
|        | placa funerària de Joan d'Espirà de l'Aglí   | Espirà de l'Aglí | làpida funerària |         | Santa Maria d'Espirà de l'Aglí | monument històric catalogat |                     | Modifica les dades a Wikidata |

## pica d'aigua beneita
| imatge | Nom                                                    | Ubicat a         | instància de         | Detalls | coordenades                    | Protecció                   | Commons (més fotos) | Dades a WD                    |
| ------ | ------------------------------------------------------ | ---------------- | -------------------- | ------- | ------------------------------ | --------------------------- | ------------------- | ----------------------------- |
|        | pica baptismal de Santa Maria d'Espirà de l'Aglí       | Espirà de l'Aglí | pica d'aigua beneita |         | Santa Maria d'Espirà de l'Aglí | monument històric catalogat |                     | Modifica les dades a Wikidata |
|        | pica d'aigua beneita de Santa Maria d'Espirà de l'Aglí | Espirà de l'Aglí | pica d'aigua beneita |         | Santa Maria d'Espirà de l'Aglí | monument històric catalogat |                     | Modifica les dades a Wikidata |

## taula
| imatge | Nom                                            | Ubicat a         | instància de | Detalls | coordenades                    | Protecció                   | Commons (més fotos) | Dades a WD                    |
| ------ | ---------------------------------------------- | ---------------- | ------------ | ------- | ------------------------------ | --------------------------- | ------------------- | ----------------------------- |
|        | taula d'altar a Santa Maria d'Espirà de l'Aglí | Espirà de l'Aglí | taula        |         | Santa Maria d'Espirà de l'Aglí | monument històric catalogat |                     | Modifica les dades a Wikidata |
|        | taula d'altar a Santa Maria d'Espirà de l'Aglí | Espirà de l'Aglí | taula        |         | Santa Maria d'Espirà de l'Aglí | monument històric catalogat |                     | Modifica les dades a Wikidata |

## Misc
| imatge | Nom                                                       | Ubicat a                                        | instància de                          | Detalls                                                                                    | coordenades | Protecció                   | Commons (més fotos)                                  | Dades a WD                    |
| ------ | --------------------------------------------------------- | ----------------------------------------------- | ------------------------------------- | ------------------------------------------------------------------------------------------ | --- | --------------------------- | ---------------------------------------------------- | ----------------------------- |
|        | Aglí                                                      | Pirineus Orientals                              | riu                                   | Desemboca: mar Mediterrània Llarg: 81.7km Conca: 1055km²                                   | 42° 46′ 45″ N, 3° 02′ 20″ E / 42.77916667°N,3.03888889°E 4 msnm                                                                                              |                             | Agly                                                 | Modifica les dades a Wikidata |
|        | Bosc Comunal d'Espirà de l'Aglí                           | Espirà de l'Aglí                                | bosc comunal                          |                                                                                            | 42° 47′ 49″ N, 2° 49′ 01″ E / 42.796944444444°N,2.8169444444444°E                                                                                            |                             |                                                      | Modifica les dades a Wikidata |
|        | Mare de Déu dels Àngels d'Espirà de l'Aglí                | Espirà de l'Aglí                                | capella                               |                                                                                            | 42° 46′ 44″ N, 2° 50′ 11″ E / 42.77885833°N,2.83627778°E 33 msnm                                                                                             |                             | Institution Notre-Dame-des-Anges de Espira-de-l'Agly | Modifica les dades a Wikidata |
|        | Mont d'Espirà                                             | Espirà de l'Aglí Vingrau                        | muntanya                              |                                                                                            | 42° 49′ 33″ N, 2° 48′ 03″ E / 42.825944°N,2.800722°E 458 msnm                                                                                                |                             |                                                      | Modifica les dades a Wikidata |
|        | Pedra Dreta de l'Aglí                                     | Espirà de l'Aglí Cases de Pena Talteüll Vingrau | menhir                                |                                                                                            | 42° 49′ 09″ N, 2° 47′ 46″ E / 42.819027777778°N,2.7960833333333°E                                                                                            |                             |                                                      | Modifica les dades a Wikidata |
|        | Pont de l'Aglí                                            | Espirà de l'Aglí                                | edifici                               |                                                                                            | 42° 47′ 12″ N, 2° 47′ 51″ E / 42.78666667°N,2.79761944°E 30.8 msnm                                                                                           |                             |                                                      | Modifica les dades a Wikidata |
|        | Santa Maria d'Espirà de l'Aglí                            | Espirà de l'Aglí                                | església Ús: església                 | Estil: arquitectura romànica                                                               | 42° 46′ 43″ N, 2° 50′ 10″ E / 42.7785°N,2.83609°E 32.9 msnm                                                                                                  | monument històric catalogat | Église Sainte-Marie d'Espira-de-l'Agly               | Modifica les dades a Wikidata |
|        | Serra d'Espirà                                            | Espirà de l'Aglí Vingrau                        | serra                                 |                                                                                            | 42° 49′ 33″ N, 2° 48′ 03″ E / 42.825944444444445°N,2.8007222222222223°E 458 msnm                                                                             |                             |                                                      | Modifica les dades a Wikidata |
|        | arcs decorats a Santa Maria d'Espirà de l'Aglí            | Espirà de l'Aglí                                | voussure                              |                                                                                            | Santa Maria d'Espirà de l'Aglí |                             |                                                      | Modifica les dades a Wikidata |
|        | casa de la vila d'Espirà de l'Aglí                        | Espirà de l'Aglí                                | instal·lació Ús: seu del govern local |                                                                                            | 42° 46′ 37″ N, 2° 50′ 14″ E / 42.776984585935°N,2.83712738688013°E fr:27 RUE DU 4 SEPTEMBRE, 66600 ESPIRA DE L'AGLY                                          |                             | Town hall of Espira-de-l'Agly                        | Modifica les dades a Wikidata |
|        | cementiri de Espirà de l'Aglí                             | Espirà de l'Aglí                                | cementiri                             |                                                                                            | 42° 46′ 18″ N, 2° 50′ 33″ E / 42.7717°N,2.8426°E |                             |                                                      | Modifica les dades a Wikidata |
|        | monestir de Nostra Senyora dels Àngels d'Espirà de l'Aglí | Espirà de l'Aglí                                | monestir                              |                                                                                            | 42° 46′ 45″ N, 2° 50′ 10″ E / 42.77908°N,2.83598°E |                             |                                                      | Modifica les dades a Wikidata |
|        | piques baptismals a Santa Maria d'Espirà de l'Aglí        | Espirà de l'Aglí                                | pica baptismal                        |                                                                                            | Santa Maria d'Espirà de l'Aglí | monument històric catalogat |                                                      | Modifica les dades a Wikidata |
|        | portal de Santa Maria d'Espirà de l'Aglí                  | Espirà de l'Aglí                                | portal                                |                                                                                            | Santa Maria d'Espirà de l'Aglí |                             |                                                      | Modifica les dades a Wikidata |
|        | riu Ròbol                                                 | Rosselló                                        | curs d'aigua                          | Travessa: Espirà de l'Aglí Salses Ribesaltes Òpol i Perellós Desemboca: Aglí Llarg: 18.8km | 42° 47′ 07″ N, 2° 51′ 45″ E / 42.785157°N,2.862486°E 42° 51′ 58″ N, 2° 50′ 23″ E / 42.86601°N,2.83973°E 42° 46′ 28″ N, 2° 52′ 01″ E / 42.774535°N,2.867024°E |                             |                                                      | Modifica les dades a Wikidata |
|        | sis capitells a Santa Maria d'Espirà de l'Aglí            | Espirà de l'Aglí                                | capitell                              |                                                                                            | Santa Maria d'Espirà de l'Aglí |                             |                                                      | Modifica les dades a Wikidata |